# Evan Patak
Evan Hoburg Patak est un joueur américain de volley-ball né le 23 juin 1984 à Santa Maria (Californie). Il mesure 2,02 m et joue Attaquant. Il totalise 79 sélections en équipe des États-Unis.

## Clubs

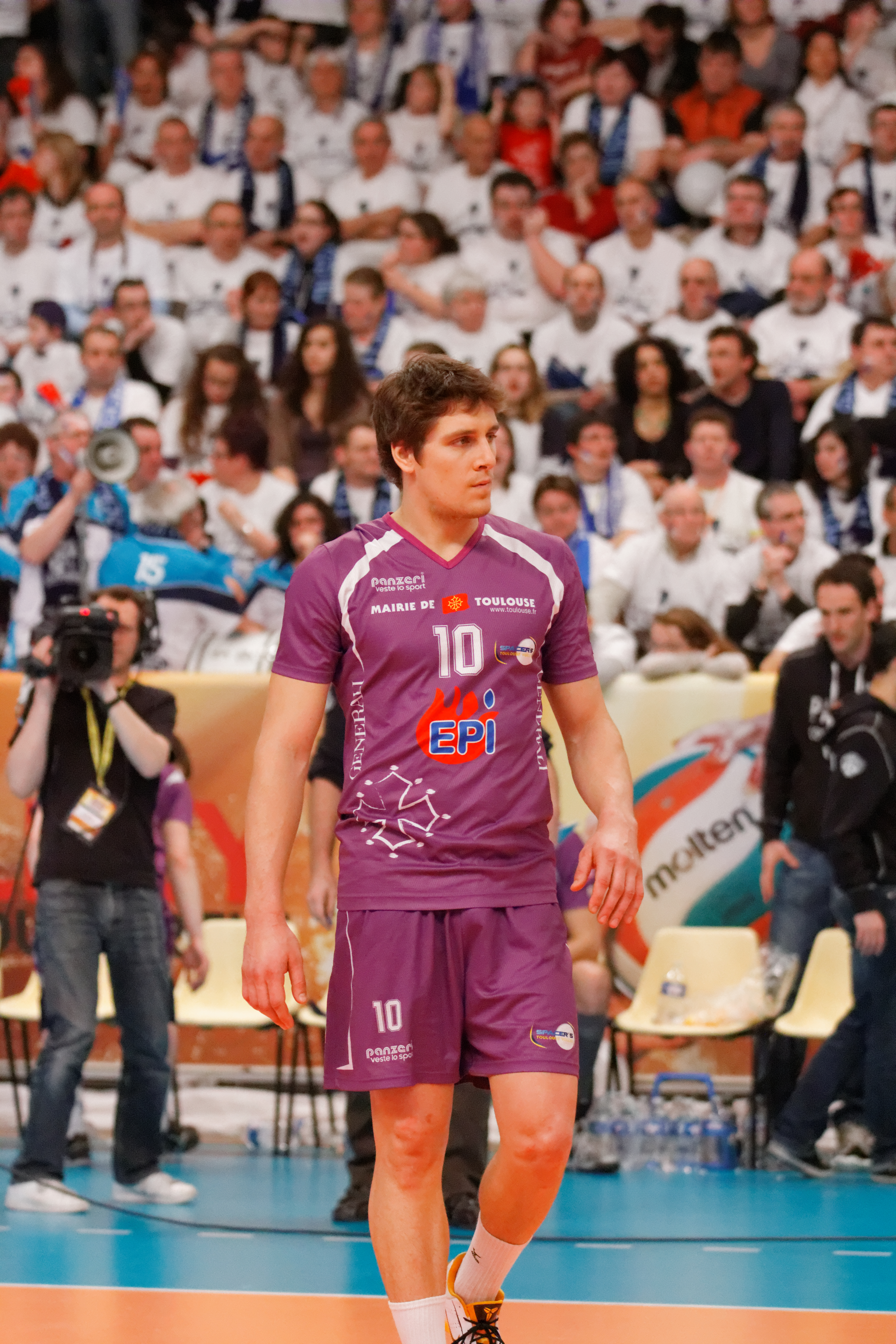
Evan Patak sous le maillot du Spacer's Toulouse.

| Club                  | De             | À             |
| --------------------- | -------------- | ------------- |
| Playeros San Juan     | 2007           | 2007          |
| Aris Salonique        | 2007-2008      | 2007-2008     |
| Indios de Mayagüez    | 2008           | 2008          |
| HotVolleys Vienne     | 2008-2009      | 2008-2009     |
| PAOK Salonique        | 2009           | 2009          |
| Halkbank Ankara       | 2009-2010      | 2009-2010     |
| Korean Air Jumbos     | 2010-2011      | 2010-2011     |
| Umbria Volley         | 2011-2012      | 2011-2012     |
| Plataneros de Corozal | septembre 2012 | décembre 2012 |
| Spacer's Toulouse     | janvier 2013   | 2014          |

## Palmarès
- Coupe panaméricaine de volley-ball masculin (1)
  - Vainqueur : 2008
  - Finaliste : 2011

- Championnat d'Amérique du Nord de volley-ball masculin 
  - Finaliste :  2009, 2011

- Coupe de France 
  - Finaliste : 2013